# Condado de Crawford (Arkansas)
O Condado de Craighead é um dos 75 condados do estado americano do Arkansas. Possui duas sedes de condado, Jonesboro (distrito ocidental) e Lake City (distrito oriental). Sua população é de 53 247 habitantes.